# Navalsaz

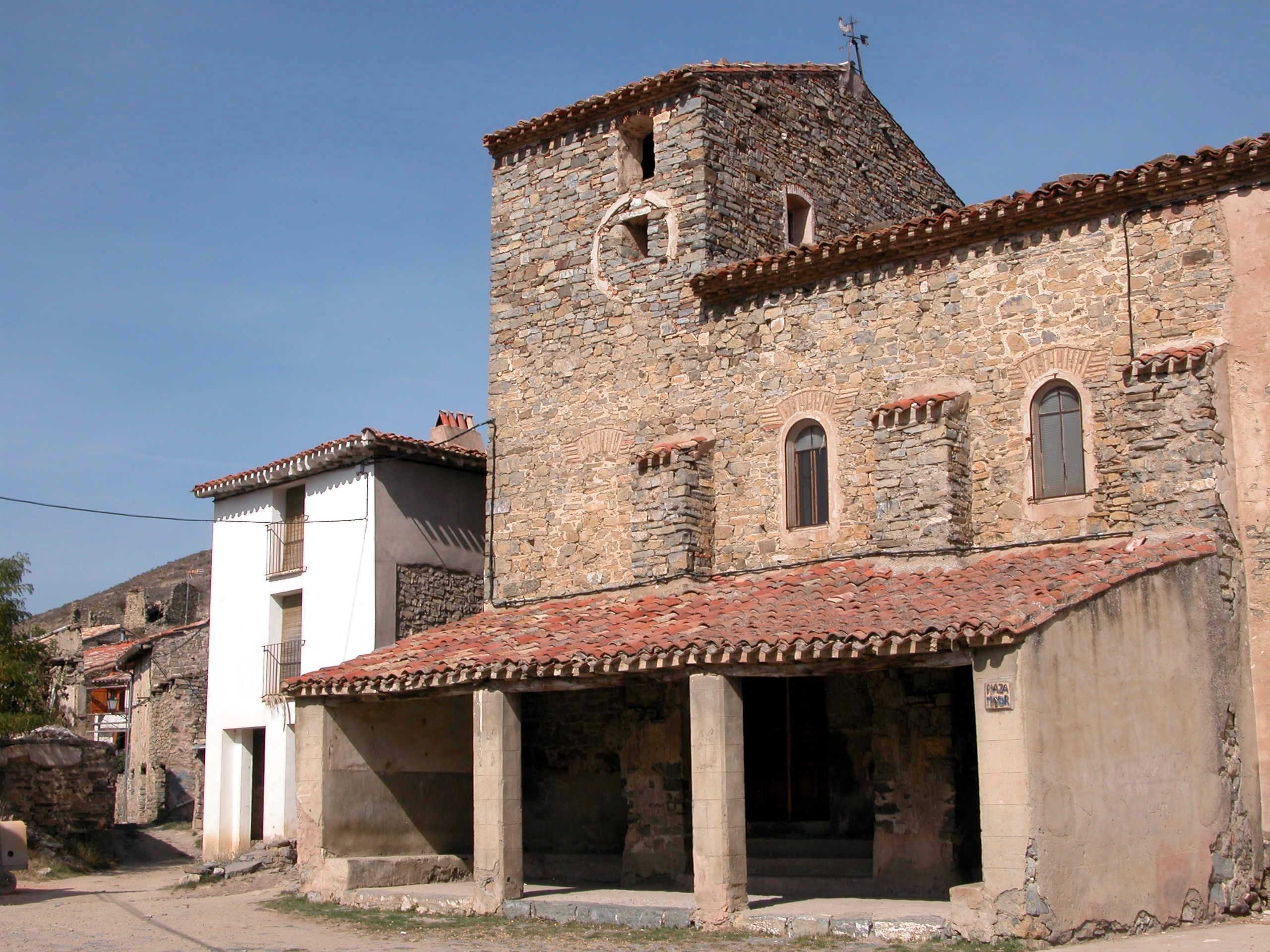
Ermita de Navalsaz

Navalsaz est un village de la communauté autonome de La Rioja, en Espagne.
La population permanente n'était que de 4 habitants en 2015.